# بارنوول ۸۷۶۸
سیارک ۸۷۶۸ (به انگلیسی: 8768 Barnowl، نامگذاری:2080T-2) هشت هزار و هفتصد و شصت و هشتمین سیارک کشف شده‌است که در ۲۹ سپتامبر ۱۹۷۳ کشف شد.
قدر مطلق سیارک برابر ۱۳٫۵۰ است.